# Regiem (hydrologie)
Met het regiem (Frans: régime, "regeling, besturing") wordt in de hydrologie de verdeling van de totale hoeveelheid water die een rivier per jaar afvoert bedoeld. Het regiem is afhankelijk van de volgende factoren:
- de klimatologische omstandigheden, met name de hoeveelheid neerslag
- het reliëf
- de voeding door smelt- of regenwater
- de doorlatendheid van de bodem
- de aanwezigheid van vegetatie

Regiemen die maar één maximum per jaar kennen worden eenvoudige regiemen genoemd. Een voorbeeld van een eenvoudig regiem is een piek waarbij het water van een gletsjer die een keer per jaar smelt wordt afgevoerd. Complexe regiemen kennen meerdere pieken per jaar.
Menselijk ingrijpen in het stroomgebied van een rivier leidt vaak tot een onregelmatiger regiem.